# توفند ایرما
توفند ایرما یا توفان ایرما (انگلیسی: Hurricane Irma) یک توفند یا توفان بسیار شدید است که در سپتامبر ۲۰۱۷ جزایر بادپناه، پورتوریکو و فلوریدا را مورد تهدید قرار داد. این قوی‌ترین طوفان از زمان طوفان ویلما در سال ۲۰۰۵ بر اساس معیار بیشترین بادهای پایدار و نیز قوی‌ترین طوفان از زمان طوفان دین در سال ۲۰۰۷ بر اساس شاخص فشار است.
ایرما شدیدترین توفان ثبت‌شدهٔ اقیانوس اطلس در محدودهٔ خارج از دریای کارائیب و خلیج مکزیک و همچنین شدیدترین توفانِ تاکنون رخ‌داده در سال ۲۰۱۷ است.

## سرعت توفان
این توفان فوق استوایی دسته‌پنجمی با سرعت باد ۲۹۵ کیلومتر در ساعت موجب خسارت‌هایی در بارابودا، سن بارتلمی، سن مارتن، آنگویلا و جزایر ویرجین گردید.

## هشدار در کارائیب و فلوریدا
با شدت یافتن توفان ایرما در منطقه کارائیب و بدل شدن آن به شدیدترین توفان فوق استوایی منطقه در یک دهه اخیر ساکنان منطقه ای که در مسیر آن قرار دارد به دنبال سرپناه هستند. در جنوبی‌ترین نقطه فلوریدا به نام کی وست به ساکنان دستور اجباری داده شد تا خانه‌هایشان را تخلیه کنند. مارتین سنترفیت مدیر یک مرکز عملیات اورژانسی در مونرو کانتی گفت: «گفته‌ایم که مردم حتماً باید خانه‌هایشان را ترک کنند. درحالی که یک توفان فوق استوایی درجه پنج به جزیره نزدیک می‌شود عاقلانه نیست اینجا بمانید.»